# Національна бібліотека Намібії
22°33′26″ пд. ш. 17°05′13″ сх. д. / 22.557192426708° пд. ш. 17.086838016781° сх. д.
Національна бібліотека Намібії (англ. National Library of Namibia) є бібліотекою юридичних депозитів і авторських прав для Намібії. Бібліотека розташована у Віндгуку. Корені бібліотеки знаходяться в «Бібліотеці кайзерівських губерній», що належала уряду Німецької Південно-Західної Африки.

## Зовнішні посилання
- Офіційний сайт

1. ↑  https://web.archive.org/web/20230803111744/https://cdn.ifla.org/wp-content/uploads/ifla-members-and-association-affiliates_2023-07-21.pdf